# Happy Sugar Life
Happy Sugar Life (ハッピーシュガーライフ Happī Shugā Raifu) ist eine Mangaserie geschrieben und illustriert von Tomiyaki Kagisora, die von 2015 bis 2019 im Shōnen-Magazin Gangan Joker von Square Enix erschien. Der Manga ist den Genres Horror und Thriller zuzuordnen. Der amerikanische Verlag Yen Press erwarb die Lizenz für den nordamerikanischen Raum. Eine Anime-Adaptation startete am 14. Juli 2018 auf MBS in Japan.

## Handlung
Die Geschichte dreht sich um die Schülerin Satō Matsuzaka, die sich mit dem mysteriösen Mädchen Shio anfreundet und sich anschließend in dieses verliebt. Sie schwört sich, dieses Gefühl zu bewahren, auch wenn dies bedeutet, andere Menschen umzubringen.

## Charaktere
Satō Matsuzaka (松坂 さとう, Matsuzaka Satō)
Satō Matsuzaka, die Protagonistin der Mangaserie, ist ein Mädchen, das die High School besucht und an seiner Schule populär ist. Sie hat sich in Shio, ein jüngeres Mädchen, verliebt und hält dieses in ihrem Apartment gefangen. Bevor sie auf Shio traf, hatte Satō den Ruf inne, sich auf jeden einzulassen, wobei sie aber keinerlei Emotionen empfand. In der Öffentlichkeit wird sie als freundlich wahrgenommen. Dies ist allerdings eine Fassade. Sie verdient Geld in einem Maid Cafe, um scheinbar ihren Lebensstil finanzieren zu können. Es stellt sich heraus, dass sie das verdiente Geld für Shio spart. Matsuzaka ist eine Waise und lebt seit dem Tod ihrer Eltern bei ihrer Tante.
Shio Kōbe (神戸 しお, Kōbe Shio)
Shio ist ein unschuldiges Mädchen, welches in Satōs Apartment lebt. Shio sorgt sich sehr um Satō, weiß allerdings nichts von ihrer Verstrickung in die Geschehnisse, weswegen sie das Apartment nicht verlassen darf. Ihr wird gesagt, dass „die Welt da draußen“ voller Gefahren sei.
Asahi Kōbe (神戸 あさひ, Kōbe Asahi)
Ein Junge, der nach dem Verbleib von Shio sucht. Er erlitt durch eine zerrüttete familiäre Situation mit Gewalt ein Trauma.
Taiyō Mitsuboshi (三星 太陽, Mitsuboshi Taiyō)
Taiyō ist ein Mitarbeiter von Satō. Nachdem er von ihrer Chefin gefangen gehalten und vergewaltigt wird, entwickelt er ein Trauma. Er findet in der Unschuld Shios Trost und entwickelt eine Besessenheit für das Mädchen. Zudem besitzt Mitsuboshi eine pädophile Neigung.
Shōko Hida (飛騨 しょうこ, Hida Shōko)
Shōko ist Satōs beste Freundin.
Daichi Kitaumekawa (だいち きたうめかわ, Kitaumekawa Daichi)
Kitaumekawa ist ein Lehrer an Matsuzakas Schule. Er verheimlicht seine Ehe in der Öffentlichkeit, da er mit möglichst vielen Frauen ein Verhältnis führen will. Er stalkt Satō, die ihm etwas später zu verstehen gibt, dass er lediglich ein Perversling sei.
Satos Tante
Sie nahm ihre Nichte nach dem Tod ihrer Eltern bei sich auf. Anfänglich erscheint Satos Tante  lediglich in den Gedankenspielen ihrer Nichte, wenn sie an der Liebe zweifelt oder unsicher ist, so dass der Eindruck entsteht, dass sie ermordet wurde. Dies stellt sich jedoch im Verlauf der Serie als ein Irrtum heraus. Im ersten Moment wirkt sie fröhlich und aufheiternd, allerdings ist sie psychisch instabil und verrückt. Auch akzeptiert sie jegliche Form von Sehnsucht mit einem wahnsinnig, masochistischem Vergnügung. Dies führte bei Satō dazu, dass diese ein ähnliches Bild von Liebe und Zuneigung entwickelt. Sie lebt im gleichen Gebäudekomplex.
Sumire Miyazaki (宮崎 スミレ, Miyazaki Sumire)
Sumire ist eine Nachbarin und Mitarbeiterin von Satō, die sie als ihren Senpai bezeichnet und Gefühle für sie entwickelt. Sie besucht nicht dieselbe Schule wie Satō.
Yuna Kōbe (神戸 ユウナ, Kōbe Yuna)
Sie ist die Mutter von Shio und Asahi. Sie war eine liebenswürdige Person, die gezwungen wurde aufgrund einer Schwangerschaft infolge einer Vergewaltigung eine Person zu heiraten, die sie nicht liebte. Sie wird in Rückblenden ihrer beiden Kinder gezeigt. Es wird angedeutet, dass aufgrund des mehrfachen Missbrauchs durch ihren Mann, der später an den Folgen seiner Alkoholsucht starb, an einer bipolaren Störung leidet. Ihr Aufenthaltsort, nachdem sie Shio verlassen hat, ist unbekannt.

## Medien

### Manga
Die Mangaserie, die von Tomiyaki Kagisora geschrieben und gezeichnet wird, startete am 22. Mai 2015 in dem Magazin Gangan Joker des Publishers Square Enix und lief dort bis Juni 2019. Die Reihe wurde auch in insgesamt elf Bänden veröffentlicht.
Auf Deutsch erscheint die Reihe seit August 2025 bei Manga Cult in einer Übersetzung von Benjamin Leimser. Der US-amerikanische Verlag Yen Press gab im Rahmen der Anime Expo am 8. Juli 2018 bekannt, den Manga für den nordamerikanischen Raum lizenziert zu haben.
| Band | Veröffentlichung (Japan) | ISBN (Japan)            |
| ---- | ------------------------ | ----------------------- |
| 1    | 22. Okt. 2015            | ISBN 978-4-7575-4769-8. |
| 2    | 22. Dez. 2015            | ISBN 978-4-7575-4839-8. |
| 3    | 21. Mai 2016             | ISBN 978-4-7575-4986-9. |
| 4    | 22. Nov. 2016            | ISBN 978-4-7575-5158-9. |
| 5    | 22. Mai 2017             | ISBN 978-4-7575-5350-7. |
| 6    | 22. Aug. 2017            | ISBN 978-4-7575-5452-8. |
| 7    | 22. März 2018            | ISBN 978-4-7575-5580-8. |
| 8    | 22. Juni 2018            | ISBN 978-4-7575-5755-0. |
| 9    | 22. Juli 2019            | ISBN 978-4-7575-6190-8. |
| 10   | 22. Juli 2019            | ISBN 978-4-7575-6191-5. |
| 11   | 22. Juni 2022            | ISBN 978-4-7575-7971-2. |

### Anime
Es wurde eine Anime-Adaption angekündigt, bei der Keizō Kusakawa und Nobuyoshi Nagayama Regie führen. Als Animationsstudio dient Ezo’la. Das Drehbuch wird von Touko Machida geschrieben; das Charakterdesign stammt von Shōko Yasuda. Koichiro Kameyama schreibt die Musik. Das Lied im Vorspann heißt One Room Sugar Life (ワンルームシュガーライフ Wan Rūmu Shugā Raifu) und wird von Nanawo Akari interpretiert; das Schlusslied wird von Reona gesungen und trägt den Titel Sweet Hurt.
Die zwölf Episoden wurden vom 14. Juli bis 29. September 2018 nach Mitternacht (und damit am vorigen Fernsehtag) auf MBS und TBS ausgestrahlt, sowie mit bis zu einer Woche Versatz auch auf BS-TBS und AT-X. Ein weltweiter Simulcast wird exklusiv bei Amazon Video angeboten.

#### Synchronisation
| Rolle              | Japanischer Sprecher (Seiyū) |
| ------------------ | ---------------------------- |
| Satō Matsuzawa     | Kana Hanazawa                |
| Shio Kōbe          | Misaki Kuno                  |
| Asahi Kōbe         | Yumiri Hanamori              |
| Taiyō Mitsuboshi   | Natsuki Hanae                |
| Shokō Hida         | Aya Suzaki                   |
| Daichi Kitaumekawa | Kaito Ishikawa               |
| Satōs Tante        | Kikuko Inoue                 |

#### Episodenliste
| Nr. (ges.) | Nr. (St.) | Deutscher Titel                                            | Originaltitel                                                                  | Erstausstrahlung Japan |
| ---------- | --------- | ---------------------------------------------------------- | ------------------------------------------------------------------------------ | ---------------------- |
| 1          | 1         | Das Zuckermädchen isst Liebe                               | Satō Shōjo wa Ai o Hamu (砂糖少女は愛を食む)                                   | 14. Juli 2018          |
| 2          | 1         | Shios Miniaturgarten                                       | Shio no Hakoniwa (しおの箱庭)                                                  | 21. Juli 2018          |
| 3          | 1         | Eine lange Nacht in Schwarz-Weiß                           | Monochrome no Nagai Yoru (モノクロームの長い夜)                                | 28. Juli 2018          |
| 4          | 1         | Das Zuckermädchen bemerkt es nicht                         | Satō Shōjo wa Kizukanai (砂糖少女は気づかない)                                 | 04. Aug. 2018          |
| 5          | 1         | Der Geschmack des Verbrechens und der Geschmack der Strafe | Tsumi no Aji, Batsu no Aji (罪の味, 罰の味)                                    | 11. Aug. 2018          |
| 6          | 1         | Wir drehen uns um den Mond                                 | Watashitachi wa, Tsuki no Mawari o Mawatteiru (私たちは、月の周りを回っている) | 18. Aug. 2018          |
| 7          | 1         | Die Zutaten des Zuckermädchens                             | Satō Shōjo no Genzairyō (砂糖少女の原材料)                                     | 25. Aug. 2018          |
| 8          | 1         | Apartment No. 1208                                         | 1208-gōshitsu (1208号室)                                                       | 1. Sep. 2018           |
| 9          | 1         | Schmelzender Regen                                         | Yūkai Rein (融解レイン)                                                        | 8. Sep. 2018           |
| 10         | 1         | Ein Antrag unter dem Sternenhimmel                         | Hoshizora no Propose (星空のプロポーズ)                                        | 15. Sep. 2018          |
| 11         | 1         | Ein ewiger Augenblick mit dir                              | Eien no Isshun o, Anata to. (永遠の一瞬を、貴方と。)                           | 22. Sep. 2018          |
| 12         | 1         | Happy Sugar Life                                           | Happy Sugar Life (ハッピーシュガーライフ)                                      | 29. Sep. 2018          |